# 陽気なギャングが地球を回す
『陽気なギャングが地球を回す』（ようきなギャングがちきゅうをまわす）は、伊坂幸太郎の小説。続編として『陽気なギャングの日常と襲撃』が、その続編『陽気なギャングは三つ数えろ』（NON NOVEL）が刊行されている。
本作は、それぞれ特殊能力を持つ4人組強盗団が奪われた「売上」を奪還すべく活躍する内容である。伊坂幸太郎独特の文体、クライム・サスペンスとスラップスティックコメディの内容が受け、新書版（祥伝社ノン・ノベル）は10万部以上を売り上げ、文庫版（祥伝社文庫）もベストセラーとなった。その結果、伊坂の名はミステリファンのみならず一般にまで知れ渡った。シリーズ全3巻の文庫化時点でシリーズ累計230万部。
「オーシャンズ」シリーズを思わせる設定だが、伊坂は泥棒たちの話を書きたかったので、それは意識されていない。しかし、映画版の予告編には〝「オーシャンズ11」に満足出来なかった人へ〟とのテロップがあった。

## ストーリー
人間嘘発見機、演説の達人、天才スリ、そして正確な体内時計を持つ女の4人で構成された銀行強盗集団には「人を傷付けない」ことをポリシーがあった。
ところがある時、思わぬところで誤算が生じ、せっかくの「売り上げ」を逃走中の現金輸送車強盗犯に横取りされてしまう事に。そこで彼等は奪還に動こうとする。

## 主要登場人物
成瀬
他人の嘘が見抜けてしまう人間嘘発見機。その特異な能力のおかげで恋愛に失敗した苦い過去も多々。普段は市役所に勤める公務員。性格は至って沈着冷静・用意周到。別れた妻の元に自閉症で愛しい息子のタダシがいる。
響野
止めどなく湧き出る泉のように言葉を紡げてしまう演説の達人。しかしそのほとんどがでたらめであるため、時折本当の事を話しても信じてもらえない事もある。愛妻・祥子と共に喫茶店を経営しているが彼のいれるコーヒーは美味しくないともっぱらの評判。成瀬とは高校時代からの悪友。
久遠
動物と自然をこよなく愛するスリの天才青年。彼の中では「動物＞人間」というはっきりとした優先順位が確立されている。青二才らしい暢気さと優雅さを備えている。「売り上げ」が入るといつもニュージーランドにヒツジとゆっくりしに行っているらしい。
雪子
コンマ1秒単位の正確な体内時計を備え持った女性。銀行強盗の際には運転手として参加することが殆どだが、若い頃から盗難車で夜な夜なドライブしていただけあって彼女のドライビングテクニックはピカイチである。親に愛されなかった過去を持つが今は一人息子の慎一と共に幸せな生活を送っている。
田中
合鍵からナンバープレートから盗聴器まで大抵のものは何でも作ってしまう男。母親とマンションで二人暮らしだが、滅多に外に出る事は無い。以前暴行された経験を持つ為、若者が嫌い。成瀬の事は気に入っている。
慎一
雪子の一人息子。響野の喫茶店によく出入りしているせいで大人達から人生に必要で無駄な知識を教え込まれている。背は同年代の平均よりも少し高く、体重は若干少ない体型で整った顔立ちをしている為、雪子はよく「慎一はモテる」と自慢しているがそれは親の欲目だけでは無い様子。
祥子
響野の愛する妻。はつらつとしていて背は高く、三十代半ばではあるが非常にスタイルが良い。夫のいれるコーヒーは最悪だが彼女がいれるものはとびきり美味しい。
ちなみに同著者の『アヒルと鴨のコインロッカー』の中で主人公・椎名の叔母として名前が出てくる。

## 刊行情報
陽気なギャングが地球を回す
- ノン・ノベル 2003年2月10日発売 ISBN 978-4-3962-0755-7
- 祥伝社文庫 2006年2月8日発売 ISBN 978-4-3963-3268-6

陽気なギャングの日常と襲撃
- ノン・ノベル 2005年5月8日発売 ISBN 978-4-3962-0813-4
- 祥伝社文庫 2009年8月30日発売 ISBN 978-4-3963-3521-2

陽気なギャングは三つ数えろ
- ノン・ノベル 2015年10月08日発売 ISBN 978-4-3962-1026-7
- 祥伝社文庫 2018年9月12日発売 ISBN 978-4-3963-4451-1

## 映画
『陽気なギャングが地球を回す』は、2006年5月に公開された日本映画。
成瀬と雪子の恋愛要素があるなどストーリーが原作と異なる。また、本作の上映時間は92分で、原作のあとがきにおける「90分くらいの映画が好きです」という一文に対応している。愛知県豊橋市などで撮影が行われている。

### キャスト
- 成瀬：大沢たかお
- 響野：佐藤浩市
- 久遠：松田翔太
- 雪子：鈴木京香
- 祥子：加藤ローサ
- 地道：大倉孝二
- 田中：古田新太
- 国元：大杉漣
- 赤嶋：中山祐一朗
- 慎一：三浦知紘
- 漆原：篠井英介
- 鴨打：松尾スズキ

### スタッフ
- 監督：前田哲
- 脚本：長谷川隆、前田哲、丑尾健太郎
- 音楽：佐藤五魚
- セカンドユニット監督：尾上克郎
- カースタント：雨宮正信（スーパードライバーズ）
- エグゼクティブプロデューサー：島本雄二、松本輝起
- プロデューサー：福山亮一、和田倉和利
- ラインプロデューサー：大西洋志
- 製作プロダクション：シネバザール
- 製作：電通、シネバザール、ジェネオンエンタテインメント、レントラックジャパン、日本出版販売、葵プロモーション、IMAGICA、Yahoo! JAPAN
- 配給：松竹

### 主題歌
- 主題歌：Skoop On Somebody 「How We Do It!!!」
- エンディングテーマ：Skoop On Somebody＋AKIKO WADA 「(Everything will be) All Right」

### ソフト化
2006年10月25日発売。発売・販売元はジェネオンエンタテインメント。
- 陽気なギャングが地球を回す プレミアム・エディション（DVD2枚組）
  - ディスク1：本編DVD
    - 映像特典
      - 響野の字幕付き演説シーン集（響野メイン音声とオリジナル音声の選択式）
        - 港洋銀行編
        - 帝和興亜銀行編 〜計画Ver.〜
        - 帝和興亜銀行編 〜実行Ver.〜
        - メキシコ銀行編

      - 特報・劇場予告編・TVスポット集
      - キャスト&スタッフ・プロフィール

  - ディスク2：特典DVD
    - 撮影現場メイキング「陽気なギャングが映画を回す」
    - VFXメイキング「陽気なギャングとVFXな男達」
    - 絵コンテ・ムービー
      - アバンタイトル
      - 銀行襲撃〜オープニング
      - カーチェイス
      - 響野 / 久遠車中〜地道追突
      - 車中〜銀行到着
      - 銀行襲撃〜成瀬銃撃

    - キャスト&スタッフ・インタビュー
      - 大沢たかお
      - 鈴木京香
      - 松田翔太
      - 佐藤浩市
      - 前田哲
      - 伊坂幸太郎

    - 記者会見&舞台挨拶集
      - 完成披露記者会見&完成披露試写会舞台挨拶
      - 劇場公開初日舞台挨拶
      - ゆうばりファンタスティック映画祭2006

    - 隠しコマンド

  - 初回限定特典
    - オールカラー・ブックレット（8ページ）
    - 特製ホログラムアウターケース

### 関連書籍
映画「陽気なギャングが地球を回す」公式ガイドブック
映画の内容の解説の他に伊坂幸太郎の書き下ろし短編「海には、逃したのと同じだけの良い魚がいる。」が収録されている。この短編は原作の文庫化の際に併録された。
2006年4月18日発売 ISBN 978-4-3966-3263-2

## コミック
耕野裕子によるコミック版が講談社「BE・LOVE」に連載され、2006年に同社からBE LOVE KCDXのレーベルで単行本が発売された。なお、原作の続編は漫画化されていない。
- KCデラックス 2006年4月27日発売 ISBN 978-4-0637-2142-3